# Placa de Servicio

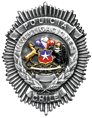
Placa Actual.

La Placa de Servicio es el objeto que ocupan los Oficiales Policiales y Agentes Policiales de la Policía de Investigaciones de Chile para identificarse ante los ciudadanos o ante quien se lo solicite.
El funcionario policial al acercarse ante una persona a la cual va a consultar, registrar o detener, debe mostrar su placa y anunciar el motivo que lo llevó a presentarse ante él.

## Características
La placa posee tres características fundamentales:
1. Posee un portaplacas de color burdeo
2. Lleva la Tarjeta de Identificación Policial (TIPOL)
3. Tiene, pegada al portaplacas, la placa institucional, de color plata brillante para los Oficiales Policiales Profesionales, Oficiales Policiales de línea y dorado brillante para los Agentes Policiales, con un número de serie tallado bajo el escudo nacional, coincidente con el número de identificación de la TIPOL.

## Historia
La placa institucional, desde su creación ha tenido cuatro diseños, el primero surgió cuando en 1933, Investigaciones se separa de Carabineros, teniendo dos versiones, una de color dorado y otra gris. Ambas con la forma del escudo nacional.
En 1963 entra en servicio el segundo diseño que se asemeja al de un círculo con puntas de color gris.
En 1986 entra en uso la tercera versión, siendo esta con forma de estrella, de color dorado y con el escudo en su centro.
En 1993, se crea la actual placa de servicio, que es confeccionada por la Casa de Moneda de Chile. Su forma es un óvalo con puntas, semejante al segundo diseño.
En 2020, se aprueba en la Ley N°21.306, de 31.DIC.020, que establece que los Agentes Policiales porten una Placa de Servicio, confeccionada únicamente por la Casa de la Moneda de Chile. Su forma es igual a la que portan los oficiales policiales, pero esta es de color dorado brillante.

## Advertencias
Debido a los diversos sucesos en que delincuentes se han hecho pasar por detectives por la fácil utilización de vestimentas o placas falsas, se recomienda:
- Pedir, si es que no lo ha hecho, la identificación del detective, ya que este no se puede negar a mostrarla ante la solicitud de cualquier persona.
- No enfrentarse a los delincuentes si es que se reconoce el uso de placas o vestimentas falsas
- Si los delincuentes se movilizaran en vehículos tomar los datos de la patente, y los rasgos físicos de sus ocupantes para una posterior identificación de los sujetos.